# Die Verbannte
Die Verbannte (Originaltitel: E penguara: rekuiem për Linda B.) ist ein im Jahr 2009 auf Albanisch erschienener Roman von Ismail Kadare (1936–2024).
Kadare widmete das Buch „albanischen Mädchen, die in der Verbannung auf die Welt kamen, aufwuchsen und zu Frauen wurden.“

## Inhalt
Erzählt wird die Geschichte des jungen albanischen Dramatikers Rudian Stefa, der Mitte der 1980er Jahre in Tirana lebt und schreibt. Ein paar Tage nachdem er einen Streit mit seiner Geliebten Migena gehabt und sie geschlagen hatte, wird er ins Parteikomitee zitiert – ohne Angabe von Gründen. Er fragt sich, ob er sich wegen der Gewalt an der jungen Frau oder wegen seines letzten Theaterstücks, das noch nicht genehmigt worden war, zu rechtfertigen habe. Im Verlauf der Befragung erfährt er, dass es um eine junge Frau geht, die Selbstmord begangen hatte und in deren Besitz ein Buch mit persönlicher Widmung von Stefa gefunden wurde. Die Tote stammte aus einer Familie, die als politisch Verfolgte weit weg von Tirana interniert war.
Stefa erinnert sich, dass Migena ihn um diese Widmung gebeten hatte. Während der nächsten Kapitel bereut er seine Gewalttat, bedauert, dass er nichts mehr von Migena hörte, und möchte mehr über die Tote erfahren. Hierfür nimmt er sogar Kontakt auf mit dem Ermittler, einem Sigurimi-Beamten, der ihm wohl aus Bewunderung viel über die Hintergründe erzählt. Immer deutlicher wird Stefa, wie weit die Überwachung der Menschen im stalinistischen Albanien geht. In seiner Verzweiflung über die Ungewissenheit, wie es mit seinem Theaterstück und Migena weitergeht, verschlechtert sich seine psychische Lage immer mehr.
Migena tritt wieder in sein Leben und allmählich kann sie sich überwinden, ihm die Geschehnisse zu erzählen. Linda sei ihre Mitschülerin und beste Freundin in Gramsh gewesen. Als Internierte hätte sie das Landstädtchen nicht verlassen dürfen, was sie quälte, da sie sich in ihrer Phantasie heillos in Rudian verliebt habe. Ein Plan, trotzdem in die Hauptstadt zu gelangen, wo sie sich Rudian hingeben wollte, habe nicht geklappt. Über das Buch mit Widmung habe sie sich zwar sehr gefreut. Dass ihre beste Freundin eine Affäre mit ihrem Geliebten hatte, war ein Schock. Die Nachricht, die sie während des Schulabschlussballs erfuhr, versuchte sie auf spezielle Weise zu verarbeiten: Migena sollte die Gefühle Rudians auf sie übertragen, indem sie sie küsse und wie er an der Brust berühre. Die Mädchen wurden beim Austauschen der Initmitäten erwischt und im ganzen Ort als Homosexuelle verhöhnt. Aus Scham und ohne Hoffnung auf Perspektiven, das sich ihre Situation verändern könnte, während ihre Freundin in der Hauptstadt studieren und sie alleine zurücklassen würde, brachte sich Linda kurz darauf um.
Stefa ging es immer schlechter – er fühlte sich zu Linda hingezogen. Seinem Psychiater fragte er, ob es Länder gebe, wo man eine Tote heiraten könne. Mit Migena traf er sich nicht mehr.
Weitere Kapitel schildern eine Besprechung des nicht namentlich genannten Enver Hoxhas mit seinem Privatsekretär. Der greise Staatsführer lässt sich über die Vorgänge im Land informieren. Der Sekretär berichtet unter anderem von den Untersuchungen über die liederlichen Vorgängen am Abschlussball in Gramsh und liest aus den Notizen des Psychiaters zu Stefa vor. Im Folgenden lästert Hoxha bei einem Schwatz mit Parteifunktionären über die wirren Künstler, erklärt aber, dass sie unter seinen Schutz stünden.
Auf den letzten Seiten wird der Sturz des kommunistischen Regimes in Albanien im Jahr 1991 behandelt. Die Eltern von Linda dürfen endlich ihren Internierungsort verlassen. Auf die Reise nach Tirana nehmen sie ihre exhumierte Tochter mit. In Tirana treffen sie nach einer Theaterpremiere, wie auch Migena, auf Rudian Stefa, von dem sie eine Widmung für Linda wünschen.

## Rezensionen
Im Deutschlandfunk wurde Kadare gelobt, wie er „mit Sinn für absurde Komik“ die Atmosphäre im Überwachungsstaat vermittelt. Die Einbindung der Sage von Orpheus und Eurydike wird in dieser Rezension von Andrej Klahn als missglückt erachtet. The Guardian urteilt jedoch, dass es Kadare geglückt sei, die große Tragödie mit der Groteske zu verbinden.

## Übersetzung
Die deutsche Übersetzung von Joachim Röhm erscheint 2017 im S. Fischer Verlag.

## Ausgaben
- Ismail Kadare: E penguara: rekuiem për Linda B. Onufri, Tirana 2009.
- Ismail Kadare: A Girl in Exile. Harvill Secker, London 2016.
- Ismail Kadare: Die Verbannte. Fischer-Verlag, Frankfurt am Main 2017.